# 노원중앙도서관
노원정보도서관은 서울특별시 노원구 상계10동 소재의 구립 도서관이다.

## 연혁
- 2006년 2월 15일 개관.

## 이용 안내
휴관일
- 매월 첫째, 셋째 월요일
- 일요일을 제외한 법정공휴일(단, 일요일과 법정공휴일이 겹칠 경우 휴관)